# Eckhard Lucius

Eckhard Lucius

Eckhard R. Lucius (* 13. Mai 1954 in Hankensbüttel; † 21. September 2011) war Biologiedidaktiker am Leibniz-Institut für die Pädagogik der Naturwissenschaften und Mathematik (IPN) an der Universität Kiel.

## Leben
Als ehemaliger Schüler des Ratsgymnasiums Hannover legte er das Erste Staatsexamen für Lehramt an Gymnasien in Biologie und Chemie an der Leibniz-Universität Hannover ab. Es folgte das Zweite Staatsexamen an der Elsa-Brändström-Schule in Hannover und die Mitarbeit in der damaligen Hoechst AG in Frankfurt sowie die Promotion in Didaktik der Biologie im IPN an der Universität Kiel.
Seit 1995 machte er Begabungsförderung als Geschäftsführer der Biologieolympiade (IBO) im Auftrag des BMBF, des Weiteren war er Mitbegründer der Europäischen ScienceOlympiade (EUSO) seit 2002 und der Internationalen JuniorScienceOlympiade (IJSO) seit 2004. Daneben wirkte er mit bei biologiedidaktischen Projekten zur Biotechnik und Gentechnik wie auch zum System Erde und war stellvertretender Vorsitzender im Landesverband Biologie, Biowissenschaften und Biomedizin Schleswig-Holstein des VBIO.

## Werke (Auswahl)
- Horst Bayrhuber, Eckhard R. Lucius (Hrsg.), Handbuch der praktischen Mikrobiologie und Biotechnik, Band 1 bis 3, Braunschweig, Schroedel, 1992 und 1997.
- Erwin Zabel, Annett Hartmann, Eckhard R. Lucius (Hrsg.), Aufgaben aus sieben Internationalen Biologieolympiaden 1990 bis 1995 und 1998, Kiel, IPN, 1999.
- Eckhard R. Lucius et al. (Hrsg.), Genetik, Grüne Reihe, Materialien SII, Braunschweig, Schroedel, 2004.
- Jürgen Braun, Iris Fiedler, Eckhard R. Lucius (Hrsg.), Biologie Heute SII entdecken, Kurzausgabe, Braunschweig, Schroedel, 2005.